# Zapasy na Letnich Igrzyskach Olimpijskich 1976 – kategoria powyżej 100 kg w stylu wolnym
Zmagania mężczyzn w wadze powyżej 100 kg to jedna z dziesięciu męskich konkurencji w zapasach w stylu wolnym rozgrywanych podczas Letnich Igrzysk Olimpijskich 1976. Pojedynki w tej kategorii wagowej odbyły się w dniach 27 – 31 lipca.

## Klasyfikacja[2]
| Pozycja | Nazwisko               | Kraj              |
| ------- | ---------------------- | ----------------- |
| 1       | Sosłan Andijew         | ZSRR              |
| 2       | József Balla           | Węgry             |
| 3       | Ladislau Șimon         | Rumunia           |
| 4       | Roland Gehrke          | NRD               |
| 5       | Nikoła Dinew           | Bułgaria          |
| 6       | Yorihide Isogai        | Japonia           |
| 7       | Moslem Eskandar Filabi | Iran              |
| 8       | Mamadou Sakho          | Senegal           |
| 9       | Jimmy Jackson          | Stany Zjednoczone |
| 10      | Doldżingijn Adjaatömör | Mongolia          |
| 11      | Harry Geris            | Kanada            |
| 12      | Einar Gundersen        | Norwegia          |
| 13      | Carlos Braconi         | Argentyna         |
| .       | Lázaro Morales         | Kuba              |
| .       | Heinz Eichelbaum       | RFN               |

## Zasady
Przyjęto zasadę punktów karnych, gdzie zdobycie sześciu punktów lub więcej eliminowało zawodnika z turnieju. Kolejność miejsc medalowych ustalona została w specjalnej rundzie finałowej, z udziałem trzech zawodników z najmniejszą liczbą takich punktów.
- TF — Łopatki
- DQ — Dyskwalifikacja za pasywność
- TPP — Punkty karne razem
- MPP — Punkty karne pojedynku

## Punktacja
- 0 — Wygrana na łopatki, przewagę techinczną, pasywność, kontuzję
- 0.5 — Wygrana na punkty  (8-11 punktów różnicy)
- 1 — Wygrana na punkty  (1-7 punktów różnicy)
- 2 — Dyskwalifikacja za pasywność, zwycięzca również był pasywny
- 3 — Przegrana na punkty (1-7 punktów różnicy)
- 3.5 — Przegrana na punkty (8-11 punktów różnicy)
- 4 — Przegrana na łopatki, przewagę techiczną, pasywność, kontuzję

## Wyniki[3]

### Pierwsza runda
| TPP | MPP |                        | Wynik\|Czas |                        | MPP | TPP |
| --- | --- | ---------------------- | ----------- | ---------------------- | --- | --- |
| 4   | 4   | József Balla           | DQ / 5:07   | Sosłan Andijew         | 0   | 0   |
| 0   | 0   | Jimmy Jackson          | TF / 3:39   | Harry Geris            | 4   | 4   |
| 0   | 0   | Yorihide Isogai        | TF / 1:16   | Carlos Braconi         | 4   | 4   |
| 0.5 | 0.5 | Mamadou Sakho          | 17 - 7      | Einar Gundersen        | 3.5 | 3.5 |
| 0   | 0   | Nikoła Dinew           | DQ / 5:19   | Heinz Eichelbaum       | 4   | 4   |
| 0   | 0   | Roland Gehrke          | TF / 4:50   | Lázaro Morales         | 4   | 4   |
| 0   | 0   | Ladislau Șimon         | TF / 3:58   | Doldżingijn Adjaatömör | 4   | 4   |
| 0   |     | Moslem Eskandar Filabi |             | Bez walki              |     |     |

### Druga runda
| TPP | MPP |                        | Wynik\|Czas |                 | MPP | TPP |
| --- | --- | ---------------------- | ----------- | --------------- | --- | --- |
| 4   | 4   | Moslem Eskandar Filabi | DQ / 5:12   | József Balla    | 0   | 4   |
| 0   | 0   | Sosłan Andijew         | TF / 1:16   | Jimmy Jackson   | 4   | 4   |
| 5   | 1   | Harry Geris            | 13 - 10     | Yorihide Isogai | 3   | 3   |
| 8   | 4   | Carlos Braconi         | TF / 2:14   | Mamadou Sakho   | 0   | 0.5 |
| 7.5 | 4   | Einar Gundersen        | DQ / 4:49   | Nikoła Dinew    | 0   | 0   |
| 8   | 4   | Heinz Eichelbaum       | TF / 4:42   | Roland Gehrke   | 0   | 0   |
| 8   | 4   | Lázaro Morales         | DQ / 5:06   | Ladislau Șimon  | 0   | 0   |
| 4   |     | Doldżingijn Adjaatömör |             | Bez walki       |     |     |

### Trzecia runda
| TPP | MPP |                        | Wynik\|Czas |                        | MPP | TPP |
| --- | --- | ---------------------- | ----------- | ---------------------- | --- | --- |
| 8   | 4   | Doldżingijn Adjaatömör | TF / 1:01   | Moslem Eskandar Filabi | 0   | 4   |
| 5   | 1   | József Balla           | 10 - 9      | Jimmy Jackson          | 3   | 7   |
| 0   | 0   | Sosłan Andijew         | TF / 0:44   | Harry Geris            | 4   | 9   |
| 3   | 0   | Yorihide Isogai        | TF / 2:37   | Mamadou Sakho          | 4   | 4.5 |
| 0   | 0   | Nikoła Dinew           | TF / 7:54   | Roland Gehrke          | 4   | 4   |
| 0   |     | Ladislau Șimon         |             | Bez walki              |     |     |

### Czwarta runda
| TPP | MPP |                | Wynik\|Czas |                        | MPP | TPP |
| --- | --- | -------------- | ----------- | ---------------------- | --- | --- |
| 0   | 0   | Ladislau Șimon | DQ / 5:19   | Moslem Eskandar Filabi | 4   | 8   |
| 5   | 0   | József Balla   | TF / 3:46   | Yorihide Isogai        | 4   | 7   |
| 1   | 1   | Sosłan Andijew | 8 - 3       | Nikoła Dinew           | 3   | 3   |
| 8.5 | 4   | Mamadou Sakho  | TF / 4:12   | Roland Gehrke          | 0   | 4   |

### Piąta runda
| TPP | MPP |                | Wynik\|Czas |                | MPP | TPP |
| --- | --- | -------------- | ----------- | -------------- | --- | --- |
| 3   | 3   | Ladislau Șimon | 5 - 11      | Sosłan Andijew | 1   | 2   |
| 6   | 1   | József Balla   | 6 - 3       | Nikoła Dinew   | 3   | 6   |
| 4   |     | Roland Gehrke  |             | Bez walki      |     |     |

### Szósta Runda
| TPP | MPP |                | Wynik\|Czas |                | MPP | TPP |
| --- | --- | -------------- | ----------- | -------------- | --- | --- |
| 8   | 4   | Roland Gehrke  | DQ / 8:40   | Sosłan Andijew | 0   | 2   |
| 6   | 3   | Ladislau Șimon | 5 - 7       | József Balla   | 1   | 7   |

### Runda finałowa
Zaliczone pojedynki z wcześniejszych rund
| TPP | MPP |                | Wynik\|Czas |                | MPP | TPP |
| --- | --- | -------------- | ----------- | -------------- | --- | --- |
|     | 4   | József Balla   | DQ / 5:07   | Sosłan Andijew | 0   |     |
|     | 3   | Ladislau Șimon | 5 - 11      | Sosłan Andijew | 1   | 1   |
| 6   | 3   | Ladislau Șimon | 5 - 7       | József Balla   | 1   | 5   |